# Lukáš Penxa
Lukáš Penxa (* 6. června 2004 Praha) je český profesionální fotbalista, který hraje na pozici křídelníka či krajního obránce za český klub FK Jablonec, kde je na hostování z pražské Sparty, a za český národní tým do 20 let.

## Klubová kariéra
Penxa je odchovancem pražské Sparty, do jejíž akademie přišel ve věku 10 let. Penxa se začal v létě 2023 připravovat s druholigovým rezervním týmem pražského klubu. Svůj debut v druhé lize si odbyl 28. července 2023, kdy nastoupil do závěru utkání proti Táborsku. 21. října vstřelil svou první branku, a to při prohře 2:4 na půdě Líšně. V průběhu sezony se stal stabilním členem základní sestavy sparťanské rezervy, nastupoval na pozici středního obránce či levého krajního obránce. Dohromady v sezoně 2023/24 odehrál 27 ligových utkání, v nichž vstřelil 5 branek a přidal 3 asistence.
Penxa patřil i v sezoně 2024/25 ke stabilním členům základní sestavy druholigové rezervy Sparty, odehrál 26 utkání, v nichž vstřelil 7 branek a přidal 3 asistence. V A-týmu si odbyl svůj debut 30. října 2024 v utkání třetího kola MOL Cupu proti Zbrojovce Brno. 29. ledna 2025 si odbyl svůj debut v pohárové Evropě, a to když nastoupil do závěru utkání ligové fáze Ligy mistrů proti Bayeru Leverkusen. 22. února 2025 debutoval také v české nejvyšší soutěži, když nastoupil do utkání 23. kola proti Českým Budějovicím. V dresu A-týmu odehrál v sezoně 2024/25 dohromady 4 soutěžní utkání.
V létě 2025 odešel Penxa na roční hostování do Jablonce.

## Reprezentační kariéra
Penxa od roku 2019 reprezentuje Česko na mládežnických úrovních.

## Osobní život
Lukáš Penxa je bratrem Ondřeje Penxy, který je rovněž odchovancem pražské Sparty.